# Castell de Falgars
|  | Aquest article tracta sobre Torre del Far a Beuda (Garrotxa). Vegeu-ne altres significats a «Torre del Far (desambiguació)». |

El Castell de Falgars és un puig de 977 metres, el turó més oriental de la serra del Mont (982 m), que es troba al municipi de Beuda (Garrotxa), prop del monestir de Sant Llorenç de Sous, en el límit dels municipis d'Albanyà i Beuda. En el cim es troba una torre romana, coneguda com a Torre del Puig de Far, Torre del Far o Castellot de Falgars, en una situació privilegiada com a talaia sobre l'Empordà, la badia de Roses, la vall del Fluvià, el Pla de l'Estany, així com sobre la zona més oriental dels Pirineus.

## Arquitectura
El Castell de Falgars està constituït per dues unitats bàsiques: la torre pròpiament dita, cilíndrica, i la plataforma que se li adossa, de planta rectangular i orientada al sud. La torre és de planta circular amb un diàmetre interior de 4,65 metres i amb un gruix de parets d'1,90 metres. Les parets assoleixen una alçada màxima de 4,80 m en el sector meridional i uns 50 cm en el costat més enrunat. Està construïda en la part baixa amb grans carreus mal treballats la part superior amb blocs de pedra més menuts i millor treballats, i alguns d'ells mostren un encoixinat molt barroer. Adossada a la torre en l'angle sud-oest, es documenta una plataforma de planta rectangular de la qual només es conserva la planta i dues filades de blocs irregulars en l'angle sud-oest.
Per la tècnica constructiva emprada, molt similar a la de la Neàpolis d'Empúries, es creu que aquesta torre va ser construïda pels romans en els segles II-I aC.

## Funció
Sembla que la seva funció principal estava vinculada a les tasques de control regional, de vigilància de l'explotació del territori i de les seves vies de comunicació. S'observa la posició preeminent de la torre de Falgars en relació al tram inicial de la via de Capsacosta –sobretot de la branca nord de Iuncaria a Crespià–, i la seva importància amb relació a les zones minaires del Pre-Pirineu i Pirineu i, sobretot, la confluència d'aquest camí amb la Via Augusta així com amb el camí d'Empúries i amb els passos d'entrada a la península Ibèrica a través de les zones més orientals dels Pirineus.